# 세화의 성
《세화의 성》은 1984년 1월 29일에 MBC TV에서 방영되었던 베스트셀러극장이다.

## 줄거리
젊은 청년의 비정한 야망
첼리스트 세화(김영란)는 7년 간의 연애 끝에 약혼한 대학강사 지범호(이정길)에게 전격 파혼을 당한다. 범호는 지난 날의 가난을 보상받기 위해 재벌그룹의 비서실로 자리를 옮기고 회장의 딸 유란(나영희)과 결혼한다. 순수하고 환상적 사랑만 꿈꿔 왔던 세화는 큰 충격을 받는다. 파혼의 아픔을 안고 방황하던 그녀에게 운명처럼 신진재벌로 부상한 남풍한(한인수)이 접근하는데...

## 출연
- 이정길
- 김영란
- 한인수
- 나영희
- 이영후
- 박정자
- 임현식
- 김길호
- 박상조
- 최상훈
- 한애경
- 이은철
- 김지원
- 박민희
- 이숙
- 최항석
- 김영두
- 강석란